# Aerofobia
Aerofobia (do grego άήρ, aer, "ar"; φόβος fobia "medo"), é o medo mórbido de estar ao ar livre ou exposto a correntes de ar. Este é a definição médica do termo "aerofobia". No entanto algumas vezes também é usado para designar especificamente o medo de voar de avião.
A ansiedade aguda causada pelo vôo pode ser tratada com medicação anti-ansiedade. A condição pode ser tratada com terapia de exposição, que funciona melhor quando combinada com a terapia cognitivo-comportamental.